# Heure d'or
Ne doit pas être confondu avec Heure dorée.
L'heure d'or est un concept de médecine d'urgence. La plupart des blessés graves (polytraumatisé, ou bien victime d'une hémorragie interne) meurent dans les premières heures. On a donc un taux de survie optimal si la victime se retrouve sur une table d'opération dans l'heure qui suit l'accident.
Une célèbre étude de Trunkey menée en Californie en 1983 met en évidence pour les morts consécutives à un accident de la route que :
- 50 % des tués meurent sur le coup, du fait de leurs lésions ;
- 30 % meurent dans les quatre premières heures suivant l'accident ;
- 20 % meurent dans la semaine, à cause de la défaillance de plusieurs organes.

## Organisation de l'aide médicale urgente autour de l'heure d'or
Le respect de l'heure d'or nécessite une organisation des soins et une formation du personnel intervenant en préhospitalier (secouristes, secouristes paramédicaux, SMUR). Il faut en effet :
- avoir une structure de soins fixe assurant une veille avec un bloc opératoire opérationnel tous les jours en toute heure (voir accueil et traitement des urgences) ;
- un personnel sachant reconnaître l'urgence absolue, en menant un bilan rigoureux, mobile et pouvant être rapidement sur place ;
- un moyen d'évacuation rapide et sûr, évitant l'aggravation des traumatismes (dans l'idéal un hélicoptère, à défaut par la route).

Lorsque l'urgence absolue est identifiée, il convient de minimiser les gestes effectués avant l'évacuation et de n'effectuer que des gestes ayant un bénéfice prouvé en termes de survie (c'est la philosophie du scoop and run et du play and run) :
- arrêt des hémorragies externes ;
- libération des voies aériennes et maintien des fonctions vitales (éventuellement ventilation artificielle voire réanimation cardiopulmonaire) ;
- immobilisation du rachis et éventuellement des membres blessés (réduction des fractures et pose d'attelles) ;
- recouvrir les plaies ;
- maintenir une pression artérielle minimale (perfusion, médicaments vasopresseurs, pantalon anti-choc) ; ce point n'est pas considéré comme une priorité par tous les services de secours, et fait la différence entre le scoop and run (charger et courir) et le play and run (agir et courir).

Le rôle de tri de la régulation médicale est primordial afin que le patient arrive directement dans un centre hospitalier disposant du plateau technique et des compétences adaptées au traitement du polytraumatisme.
Une fois le blessé arrivé à l'hôpital, les examens doivent se limiter au strict nécessaire (radiographie du rachis, du thorax et du bassin) avant l'opération, sauf si l'on ne sait pas exactement quoi opérer.